# グレーター・ボルチモア・ゴルフ・クラシック
グレーター・ボルチモア・ゴルフ・クラシック（Greater Baltimore Golf Classic）は、1962年から1980年までLPGAツアーの公式トーナメントであった。1962年から1966年まではメリーランド州エリコットシティのターフ・バレー・カントリー・クラブで、1967年から1980年までメリーランド州ティモニアムのパイン・リッジ・ゴルフ・コースで開催された。

## 優勝者
グレーター・ボルチモア・ゴルフ・クラシック
- 1980年: パット・ブラッドリー

グレーター・ボルチモア・クラシック
- 1979年: パット・メイヤーズ（英語版）
- 1978年: ナンシー・ロペス

グレーター・ボルチモア・ゴルフ・クラシック
- 1977年: ジェーン・ブラロック

ボルチモア・クラシック
- 1975-76年: 開催されず
- 1974年: ジュディ・ランキン

レディ・カーリング・オープン
- 1973年: ジュディ・ランキン
- 1972年: キャロル・マン
- 1971年: キャシー・ウィットワース
- 1970年: シャーリー・エングルホーン
- 1969年: スージー・バーニング
- 1968年: キャシー・ウィットワース
- 1967年: ミッキー・ライト
- 1966年: キャシー・ウィットワース
- 1965年: キャロル・マン
- 1964年: クリフォード・アン・クリード（英語版）

サイト・オープン
- 1963年: マリーン・ヘギー

ケリー・ガールズ・オープン
- 1962年: キャシー・ウィットワース